# Courbépine
Courbépine is een gemeente in het Franse departement Eure (regio Normandië) en telt 642 inwoners (2004). De plaats maakt deel uit van het arrondissement Bernay.

## Geografie
De oppervlakte van Courbépine bedraagt 11,9 km², de bevolkingsdichtheid is 53,9 inwoners per km².
De onderstaande kaart toont de ligging van Courbépine met de belangrijkste infrastructuur en aangrenzende gemeenten.

## Demografie
Onderstaande figuur toont het verloop van het inwonertal (bron: INSEE-tellingen).